# Liu Xiaobo
Liu Xiaobo (chinês tradicional: 劉曉波, chinês simplificado: 刘晓波, pinyin: Liú Xiǎobō; Changchun, Jilin, 28 de dezembro de 1955 — Shenyang, Liaoning, 13 de julho de 2017) foi um crítico literário, escritor, professor, intelectual e ativista pelos direitos humanos e por reformas na República Popular da China. Desde 2003 era presidente da seção chinesa do PEN club, uma entidade internacional de escritores.
Em 8 de dezembro de 2008 foi detido em resposta à sua participação na assinatura da Carta 08, sendo formalmente preso em 23 de junho de 2009 sob suspeita de "incitar à subversão contra o poder do Estado". Foi acusado pelos mesmos motivos em 23 de dezembro do mesmo ano, e condenado a 11 anos de prisão em 25 de dezembro.
A 8 de outubro de 2010, foi-lhe atribuído o Nobel da Paz: o Comitê Nobel Norueguês justificou-o "pela sua longa e não-violenta luta pelos direitos humanos fundamentais na China". Por estar preso, Xiaobo não pôde receber o prêmio. Liu foi a terceira pessoa a receber o Prêmio Nobel da Paz durante uma prisão, depois do alemão Carl von Ossietzky (1935) e da birmanesa Aung San Suu Kyi (1991). Liu foi também a segunda pessoa (o primeiro sendo Ossietzky) a ser negado o direito de um representante receber o prémio Nobel em seu nome.

## Juventude e educação
Liu nasceu em Changchun, na província de Jilin, em 1955, numa família de intelectuais. De 1969 a 1973, ele foi levado por seu pai para a Bandeira da Frente Oriental de Horqin, na Mongólia Interior, durante a Campanha de Envio ao Campo. Com 19 anos, ele começou a trabalhar numa vila em Jilin, e depois numa empresa de construção civil.
Em 1976, ele começou seus estudos na Universidade de Jilin, e obteve o bacharelado em letras em 1982 e o mestrado em 1984 na Universidade Normal de Pequim.
Depois de se formar, Liu Xiaobo passou a lecionar na Universidade Normal de Pequim, onde ele obteve também o doutorado, em 1988.
Nos anos 80, Liu tornou-se conhecido no meio acadêmico após escrever uma série de teses criticando a filosofia de Li Zehou. Nos anos de 1988 e 1989, ele foi professor visitante em várias universidades fora da China, como a Universidade de Colúmbia, a Universidade de Oslo e a Universidade do Havaí. Quando os Protestos da Praça da Paz Celestial ocorreram, em 1989, Liu estava fora do país, mas voltou à China para se juntar ao movimento.

## Ativismo político

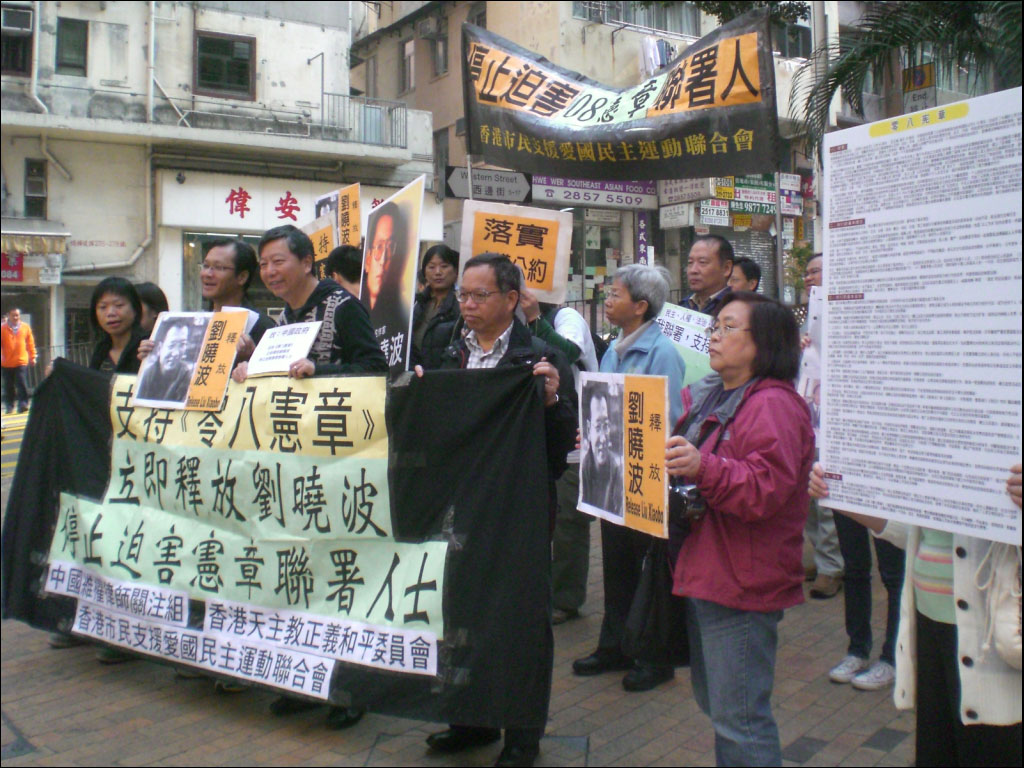
Protesto em Hong Kong contra a prisão de Liu Xiaobo.

Liu Xiaobo foi um ativista dos direitos humanos que reclamou publicamente a necessidade de o governo da China responder por suas ações. Ele já foi detido, preso e condenado repetidas vezes por suas atividades políticas pacíficas, a começar por sua participação nos Protestos da Praça da Paz Celestial, e em quatro outras ocasiões desde então.
Em janeiro de 1991, Liu Xiaobo foi condenado sob acusação de "propaganda contrarrevolucionária e incitação", mas foi isento de punição criminal. Em outubro de 1996, ele foi condenado a três anos de reeducação pelo trabalho, sob acusação de "perturbar a ordem pública", por ter criticado o Partido Comunista da China. Em 2007, Liu foi detido por um curto período e interrogado pela publicação de artigos na internet, em páginas de servidores fora do território da República Popular da China.
Sua última condenação, em 2009, gerou protestos de todo o mundo. Ele foi condenado a 11 anos de prisão por organizar um abaixo-assinado, a Carta 08, um documento baseado na Carta 77 tchecoslovaca, em que ativistas de direitos humanos cobravam maior liberdade de expressão na China.
O ativismo político de Liu recebeu reconhecimento internacional. Em 2004, a ONG Repórteres sem Fronteiras entregou-lhe o Prêmio Fondation de France, por defender a liberdade de imprensa. Em 2010, Liu recebeu o Prêmio Nobel da Paz por sua atuação em defesa dos direitos humanos.
| Periodo de detenção                | Causa | Resultado |
| Junho de 1989 a janeiro de 1991.   | Acusado de divulgar mensagens incitando comportamento contrarrevolucionário.                                                                         | Preso numa das prisões de segurança máxima mais conhecidas da China, a Prisão de Qincheng, Liu foi solto após assinar uma "carta de arrependimento". |
| Maio de 1995 a janeiro de 1996.    | Acusado de envolvimento em movimentos pela democracia e direitos humanos, e de declarar publicamente a necessidade de correção dos erros do governo. | Solto depois de cumprir a pena de seis meses. |
| Outubro de 1996 a outubro de 1999. | Acusado de perturbar a ordem social. | Preso num campo de trabalhos forçados e reeducação por três anos. Nesse período, Liu Xiaobo casou-se com Liu Xia.                                    |
| Dezembro de 2009 a 2020.           | Acusado de divulgar uma mensagem de subversão do país e da autoridade.                                                                               | Condenado a 11 anos de prisão e destituído dos direitos políticos por dois anos.                                                                     |

## Prêmio Nobel da Paz
Liu foi indicado ao Prêmio Nobel da Paz de 2010 por Václav Havel, o décimo-quarto Dalai Lama, André Glucksmann, Vartan Gregorian, Mike Moore, Karel Schwarzenberg, Desmond Tutu e Grigory Yavlinsky. Ma Zhaoxu, porta-voz do Ministério das Relações Exteriores da China, afirmou que a possível premiação de Liu Xiaobo seria algo "totalmente errado".
Depois da confirmação do prêmio, a agência estatal de notícias chinesa Xinhua levou ao ar uma reportagem afirmando que a premiação de Liu Xiaobo "blasfemou" o propósito de Alfred Nobel ao criar o prêmio e que ela "poderia causar dano às relações entre a República Popular da China e a Noruega". O porta-voz disse ainda que Liu havia quebrado as leis chinesas e que suas ações eram "contrárias ao propósito do Prêmio Nobel da Paz". A premiação de Liu Xiaobo foi censurada pelo governo chinês; as emissoras que transmitiam a premiação ficaram fora do ar e houve uma censura geral do fato na imprensa do país.
A esposa do ativista, a poetisa Liu Xia, obteve permissão para visitar Liu Xiaobo na prisão apenas no dia 10 de outubro de 2010. Após o encontro, foi escoltada pela polícia até seu apartamento e mantida em prisão domiciliar.

## Libertação e Morte
Em 26 de Junho de 2017, Liu foi liberto após ser diagnosticado com um cancro hepático em fase terminal.
Em 13 de Julho de 2017, Liu falece em razão de complicações em decorrência do câncer, na cidade de Shenyang.

## Prêmios
- Hellman-Hammett Grant (1990, 1996)
- Fondation de France Prize (2004)
- China Foundation on Democracy Education (2003)
- Hong Kong Human Rights Press Awards (2004, 2005, 2006)
- Homo Homini Award (2009)[25]
- PEN/Barbara Goldsmith Freedom to Write Award (2009)[26]
- Hermann Kesten Award (2010)[27]
- Prêmio Nobel da Paz (2010)[28]